# MG 30
Maschinengewehr 30, hay MG 30 là súng máy được Đức thiết kế được sử dụng bởi các lực lượng vũ trang trong những năm 1930. Nó cũng đã được sửa đổi để trở thành súng tiêu chuẩn sử dụng trên máy bay của Đức như MG 15 và MG 17. Nó là đáng chú ý nhất là các mẫu thiết kế sau này là MG 34 và MG 42, và do đó nó cũng là một trong những tổ tiên của rất nhiều các loại vũ khí sử dụng rộng rãi vào thế kỷ 21.

## Lịch sử
Phát triển của MG 30 đã diễn ra dưới sự chỉ đạo của Louis Stange tại tụ sở Sömmerda của Rheinmetall. Tuy nhiên thực tế sản xuất súng máy đã bị cấm ở Đức theo Hiệp ước Versailles, và thiết kế đã bị từ chối bởi Reichswehr. Rheinmetall sau đó đã chuyển sang công ty khác và được cấp giấy phép thiết kế cho Solothurn ở Thụy Sĩ và Steyr-Daimler-Puch ở Áo. Sản xuất ngay sau đó, các lực lượng vũ trang của cả hai nước đã trang bị Solothurn S2-100 và Maschinengewehr Solothurn 1930, hac MG 30.Khoảng 2000-3000 khẩu cũng đã được Hungary mua, và được gọi là 31.M Solothurn Golyoszoro.

## Thiết kế
Súng được thiết kế làm mát bằng không khí, nạp đạn bằng độ giật, bắn đạn tiêu chuẩn 7.92x57mm Mauser, từ một băng đạn 30 viên lắp vào phía bên trái của vũ khí. Nó sử dụng một vòng khóa, mà nằm ở cuối của phần mở rộng nòng, khóa chốt. Bên trong vòng khóa, có sáu bộ các vấu khóa, sắp xếp như một sợi chỉ bị gián đoạn, kết hợp với lugs cắt ở phía sau của bu lông. Xoay vòng, ổ khóa và mở ra các tia, được điều khiển bởi con lăn gắn trên bên ngoài của vòng. Súng có thiết kế tương đối đơn giản, với hầu hết các vùng có mặt cắt ngang một vòng.
MG 30 bắn được cả hai chế độ tự động và bán tự động, với một tốc độ bắn từ 600 đến 800 viên đạn mỗi phút trong chế độ tự động. Nó bao gồm một chân đế gấp, được gắn ở khoảng hai phần ba nòng.

## Biến thể
Trụ sở Rheinmetall ở Borsig đã sửa đổi thiết kế MG 30 như là một khẩu súng lắp trên máy bay, là khẩu Flugzeugmaschinengewehr 15, hay MG 15. Những thay đổi chính là việc sử dụng của hai hộp đạn 75 viên, và loại bỏ báng để sử dụng bên trong các máy bay ném bom.
Được tiếp tục chỉnh sửa năm 1936 đã cho ra đời MG 17, bao gồm việc chỉ sử dụng một băng đạn, tăng tỷ lệ bắn lên khoảng 1.200 viên trên phút, và thích hợp cho sử dụng với 1 thiết bị ngắt cho phép bắn qua cánh quạt của máy bay.
Năm 1942, súng sử dụng trên máy bay đã tăng lên đáng kể về kích thước, và Không quân Đức đã không còn được coi đạn 7,92 mm là hữu ích.Nhiều bản thiết kế sau đó đã được gửi đến quân đội, và họ bắt đầu một chương trình để sửa đổi chúng thành vũ khí trên mặt đất bằng cách thêm một báng kim loại có chân đế và đơn giản.

## Thông số
- Cỡ đạn: 7.9 mm
- Load: Hộp đạn 50 viên
- Cơ cấu hoạt động: nạp đạn tự động, làm mát bằng không khí
- Tốc độ bắn: từ 600 tới 800 viên trên phút
- Cân nặng: 27 lb (12 kg)

## Các nước sử dụng
- Austria
- Thụy Sĩ
- Bulgaria
- Đức Quốc xã
- Hungary: Được gọi là Solothurn 31.M
- El Salvador:Dùng loại đạn 7×57mm Mauser